# Château de Cabanes
Le château de Cabanes est un château situé à Rognes, dans les Bouches-du-Rhône en France. 

## Historique
Le château fait l’objet d’une inscription partielle au titre des monuments historiques depuis le 22 octobre 1976.